# Rhaphium lugubre
Rhaphium lugubre är en tvåvingeart som beskrevs av Friedrich Hermann Loew 1861. Rhaphium lugubre ingår i släktet Rhaphium och familjen styltflugor. Inga underarter finns listade i Catalogue of Life.